# Oedura gemmata
Oedura gemmata (крапчастий оксамитовий гекон) — вид геконоподібних ящірок родини диплодактилідів (Diplodactylidae). Ендемік Австралії.

## Поширення і екологія
Крапчасті оксамитові гекони мешкають в горах Арнемленду в Північній території, а також у верхів'ях Аллігаторових річок. Вони живуть у печерах і тріщинах серед скель.